# Stade olympique Cassis Carnoux
Maillots
Le Stade Olympique Cassis Carnoux est un club français de football basé à Cassis créé en 2002 et disparu en 2010. Le SO Cassis Carnoux évolue deux saisons en championnat de France National (3e niveau) de 2008 à 2010. Le numéro d'affiliation du club à Fédération française de football (FFF) était le 549973.

## Historique
Le Stade Olympique Cassis Carnoux est créé en 2002 par la fusion du Stade Olympique de Cassis avec l'Association Sportive de Carnoux football, fondé en 1987.
Le 17 mai 2008, le Stade Olympique Cassis-Carnoux, qui évolue en CFA, accède au National (troisième division), à une journée de la fin du championnat, en battant le Gap Hautes-Alpes Football Club. En avril 2009, le club annonce une prochaine fusion avec l'Étoile sportive La Ciotat. Ce rapprochement n'aura finalement pas lieu.
En 2010, le club est relégué en CFA en terminant 19e du championnat de National. Mais à la suite de gros problèmes financiers et d'un déficit de 690 000 euros à l'issue de la saison 2009-2010, le club se voit administrativement relégué en DHR (7e division) par la Direction nationale de contrôle de gestion (DNCG). En août 2010, le club est placé sous contrôle financier. Il disparaît en décembre 2010 à la suite de sa liquidation judiciaire,. 
Un nouveau club, le Sporting Club Cassis-Carnoux (SCCC), est créé en 2011.
Plus tard, la section de Cassis se sépare de celle de Carnoux, et le Carnoux Football Club évolue lors de la saison 2012-2013 dans la Première Division du District de Provence de la Ligue Méditerranée. Avant même la fin de cet exercice, il décroche son billet pour la division supérieure, où il jouera en 2013-2014. Le Sport Olympique Cassis évolue lui en Première Division du District de Provence de la Ligue  Méditerranée.

## Résultats sportifs

### Palmarès
- CFA
  - Champion du groupe C en 2008

- Division d'honneur (6e niveau)
  - Vice-champion en 2004

- Coupe de Provence
  - Vainqueur en 2007

### Résultat par saison
Dernière mise à jour : 5 octobre 2011
| Saisons | Division           | Joués | Place | Points | Victoires | Nuls | Défaites | b. p. | b. c. | Diff. |
| 2009-10 | National           | 38    | 18    | 36     | 9         | 9    | 20       | 41    | 58    | -17   |
| 2008-09 | National           | 38    | 14    | 46     | 11        | 13   | 14       | 37    | 47    | -10   |
| 2007-08 | CFA, groupe C      | 34    | 1     | 103    | 21        | 6    | 7        | 49    | 31    | 18    |
| 2006-07 | CFA, groupe B      | 34    | 9     | 84     | 13        | 11   | 10       | 46    | 31    | 15    |
| 2005-06 | CFA, groupe B      | 34    | 4     | 88     | 15        | 9    | 10       | 46    | 33    | 13    |
| 2004-05 | CFA 2, groupe D    | 30    | 1     | 90     | 17        | 9    | 4        | 48    | 22    | 26    |
| 2003-04 | Division d'honneur | 26    | 2     | 71     | 14        | 7    | 5        | 49    | 22    | 27    |
| 2002-03 | Division d'honneur | 28    | 6     | 63     | 9         | 8    | 11       | 43    | 54    | -11   |

## Personnalités

### Présidents et entraîneurs
- Président :
  - 2007-2010 :  Jean-Claude Fisher

- Entraîneurs :
- 1993-1996 :  Bernard Rodriguez
  - 2003-2009 :  Léon Galli
  - juil. 2009-sept. 2009 :  Didier Camizuli
  - Sept. 2009-mars 2010 :  Jean-Louis Bérenguier
  - Mars 2010-juin 2010 :  Max Giudicelli